# Alternanthera geniculata
Alternanthera geniculata là loài thực vật có hoa thuộc họ Dền. Loài này được Urb. mô tả khoa học đầu tiên năm 1912.